# Kanton Étréchy
Der Kanton Étréchy war von 1967 bis 2015 ein französischer Wahlkreis im Arrondissement Étampes, im Département Essonne und in der Region Île-de-France; sein Hauptort war Étréchy, Vertreter im Generalrat des Départements war zuletzt von 2004 bis 2015 Claire-Lise Campion (PS).
Der Kanton war 98,63 km² groß und hatte 20.282 Einwohner (Stand: 2006). 

## Gemeinden
| Gemeinde              | Einwohner Jahr | Fläche km² | Bevölkerungsdichte | Postleitzahl | Code INSEE |
| --------------------- | -------------- | ---------- | ------------------ | ------------ | ---------- |
| Auvers-Saint-Georges  | 1304 (2013)    | –          | – Einw./km²        | 91580        | 91038      |
| Bouray-sur-Juine      | 2131 (2013)    | –          | – Einw./km²        | 91850        | 91095      |
| Chamarande            | 1143 (2013)    | –          | – Einw./km²        | 91730        | 91132      |
| Chauffour-lès-Étréchy | 140 (2013)     | –          | – Einw./km²        | 91580        | 91148      |
| Étréchy               | 6492 (2013)    | –          | – Einw./km²        | 91580        | 91226      |
| Janville-sur-Juine    | 1964 (2013)    | –          | – Einw./km²        | 91510        | 91318      |
| Lardy                 | 5550 (2013)    | –          | – Einw./km²        | 91510        | 91330      |
| Mauchamps             | 276 (2013)     | –          | – Einw./km²        | 91730        | 91378      |
| Souzy-la-Briche       | 403 (2013)     | –          | – Einw./km²        | 91580        | 91602      |
| Torfou                | 265 (2013)     | –          | – Einw./km²        | 91730        | 91619      |
| Villeconin            | 721 (2013)     | –          | – Einw./km²        | 91580        | 91662      |
| Villeneuve-sur-Auvers | 603 (2013)     | –          | – Einw./km²        | 91580        | 91671      |

## Bevölkerungsentwicklung
| 1968 | 1975   | 1982   | 1990   | 1999   | 2006   | 2011   |
| ---- | ------ | ------ | ------ | ------ | ------ | ------ |
| 9349 | 13.383 | 14.706 | 16.837 | 18.519 | 20.282 | 20.507 |